# Lovitura de stat din Mauritania din 2005
Lovitura de stat din Mauritania din 2005 a fost o lovitură de stat militară care a avut loc în Mauritania la 3 august 2005. Președintele Maaouya Ould Sid'Ahmed Taya a fost înlăturat de către Forțele Armate ale Mauritaniei și înlocuit de Consiliul Militar pentru Justiție și Democrație (CMJD), condus de Ely Ould Mohamed Vall⁠(d), în timp ce Taya se afla în Arabia Saudită, unde participa la înmormântarea regelui Fahd al Arabiei Saudite. Au fost programate un referendum constituțional, alegeri parlamentare și prezidențiale, iar liderii loviturii de stat au promis că nu vor contesta niciuna dintre aceste alegeri. Guvernul militar a luat sfârșit odată cu alegerile prezidențiale din 11 martie 2007.

## Context

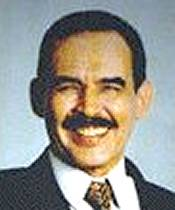
Președintele Ould Taya

Maaouya Ould Sid'Ahmed Taya conducea Mauritania de când preluase puterea de la Mohamed Khouna Ould Haidalla⁠(d) printr-o lovitură de stat fără vărsare de sânge în decembrie 1984. În Mauritania au mai avut loc tentative de lovitură de stat în iunie 2003 și august 2004. Tentativa din 2003 a fost condusă de Saleh Ould Hanenna⁠(d), iar tentativa din august 2004 ar fi fost condusă de ofițeri ai armatei care proveneau din grupul etnic al lui Hanenna. Printre motivele loviturii de stat se număra alinierea lui Taya cu politica SUA și faptul că este una dintre cele trei țări din lumea arabă care a început să aibă legături diplomatice oficiale cu Israelul. Lovitura de stat a fost motivată, de asemenea, de opoziția față de suprimarea de către Taya a unor partide de opoziție și de epurările sale militare ocazionale.

## Detaliile loviturii de stat
În timp ce Taya participa la funeraliile regelui Fahd al Arabiei Saudite, la 3 august 2005, membrii Gărzii Prezidențiale au înconjurat palatul prezidențial și alte ministere importante. Împușcături au fost auzite în toată capitala, eliberând străzile din Nouakchott. Liderii loviturii de stat au preluat, de asemenea, controlul asuprea posturilor de radio și TV de stat. Într-un mesaj oficial transmis la televiziunea mauritană, liderii loviturii de stat au declarat: „Forțele armate și forțele de securitate au decis în unanimitate să pună capăt definitiv actelor totalitare din ultimii ani ai defunctului regim sub care poporul nostru a suferit foarte mult în ultimii ani.”

## Reacții internaționale
Pe plan intern, lovitura de stat a fost susținută de populație, iar unii dintre locuitorii capitalei au claxonând în semn de sprijin. Uniunea Africană și-a exprimat îngrijorarea și a condamnat toate preluările de putere. Secretarul general al ONU, Kofi Annan, „a fost profund tulburat”, declarând că dorește ca disputa să fie rezolvată pe cale pașnică. Președintele de atunci al Nigeriei, Olusegun Obasanjo⁠(d), a denunțat lovitura de stat, declarând că „zilele în care se tolerează guvernarea militară în subregiunea noastră sau oriunde [s-au] dus de mult”.

## Urmări
Taya se afla în avionul de întoarcere în Mauritania când a avut loc lovitura de stat, ceea ce l-a forțat să aterizeze în Niger. În cele din urmă, a ajuns în Qatar, iar acum lucrează ca profesor la o academie militară din Qatar.
După lovitură de stat, Uniunea Africană a cerut revenirea la „ordinea constituțională” în Mauritania și a suspendat aderarea Mauritaniei la Uniunea Africană.
Guvernul militar al Mauritaniei a luat sfârșit după ce au avut loc alegeri prezidențiale corecte în 2007, în care a fost ales Sidi Ould Cheikh Abdallahi⁠(d). În urma alegerilor din 2007, Mauritania a redevenit membră a Uniunii Africane. Cu toate acestea, după ce s-a aflat că Abdallahi a deschis canale de comunicații cu adepții liniei dure islamice, considerați a fi asociați cu Al-Qaida, și că a folosit fonduri publice pentru a construi o moschee în palat, acesta a fost înlăturat în 2008 printr-o lovitură de stat condusă de membri ai loviturii de stat din 2005,, ceea ce a dus la suspendarea din nou a Mauritaniei din Uniunea Africană.